# Bistra (Maramureș)
Pour les articles homonymes, voir Bistra.
Bistra (en hongrois : Petrovabisztra, en ukrainien : Бистрий (Bystryi)) est une commune roumaine du județ de Maramureș, dans la région historique de Transylvanie et dans la région de développement du Nord-Ouest.

## Géographie
La commune de Bistra est située au nord-est du județ, dans la vallée de la Vișeu, affluent de la Tisa, à la frontière avec l'Ukraine. Baia Mare, la préfecture du județ se trouve à 106 km et Sighetu Marmației à 42 km.
La commune est traversée par la route 74 et par la ligne de chemin de fer Sighetu-Marmației-Borșa. À partir du village de Valea Vișeului, une voie ferrée permet de rejoindre l'Ukraine et la ville de Rachiv/Рахив.
La commune se compose des villages de Bistra (1 316 habitants en 2002), de Crasna Vișeului (1 461 habitants en 2002) et de Valea Vișeului (1 646 habitants en 2002). Valea Vișeului est située au confluent des rivières Tisa et Vișeu, à la frontière ukrainienne.

## Histoire
La première mention écrite de la commune date de 1411.
Les villages de la commune de Bistra faisaient partie jusqu'en 1930 de la commune de Petrova.
Jusqu'à la Seconde Guerre mondiale, la ville comptait une importante communauté juive qui fut exterminée pendant la Shoah.

## Démographie
En 1930, les autorités recensaient 88 Roumains (4,6 % de la population totale), 1 398 Ukrainiens (72,7 %) et 378 Juifs (19,7 %).
En 2002, la commune comptait 399 Roumains (9 %) et 4 021 Ukrainiens (90,9 %).
Lors du recensement de 2011, 84,88 % de la population se déclarent ukrainiens et 10,61 % roumains (2,63 % ne déclarent pas d'appartenance ethnique et 1,86 % déclarent appartenir à une autre ethnie).

## Économie
L'économie de la commune est basée sur l'agriculture et l'exploitation des forêts.
Le potentiel touristique est énorme (spéléologie, randonnées) car la commune se situe dans le parc naturel des Monts Maramureș (Muntii Maramureșului).

## Politique
| Parti | Parti                                            | Sièges |
| ----- | ------------------------------------------------ | ------ |
|       | Parti national libéral (PNL)                     | 7      |
|       | Parti social-démocrate (PSD)                     | 2      |
|       | Union culturelle des Ruthènes de Roumanie (UCRR) | 2      |
|       | Alliance des libéraux et démocrates (ALDE)       | 1      |
|       | Parti national paysan chrétien-démocrate (PNȚCD) | 1      |